# Kasteel Červený Kameň
Červený Kameň (Hongaars: Vöröskő vára) is een kasteel in Častá in Slowakije. In de 13e eeuw werd het als stenen kasteel gebouwd als onderdeel van een lijn kastelen gebouwd tussen Bratislava en Žilina. De Augsburgse familie Fugger verbouwde het kasteel tot een vesting in de jaren '30 van de 16e eeuw. Nadat het kasteel in bezit was gekomen van de familie Pálffy werd het kasteel als representatief renaissance-slot verder uitgebouwd. In het kasteel is een meubelmuseum gevestigd.